# シェフィ
『シェフィ』は、2013年11月16日に冒険企画局から発売された、1人用カードゲーム。

## ルール
ゲームの準備として、ひつじカード（数字の種類は「1」「3」「10」「30」「100」「300」「1000」）をまとめた「ひつじ山」と、様々な効果の書かれたイベントカードをシャッフルした「山札」を作る。イベントカードの山札から5枚を手札とする。ひつじ山から「1」のひつじカードを1枚取り、場に置いたところでゲーム開始。手札のカードを1枚ずつ置き、効果を処理しながら場のひつじカードを増減していく。場に置けるひつじカードは数字に関わらず7枚まで。山札が切れない限り手札は常に5枚となるようにし、全てのイベントカードを使い切ったら再びシャッフルして5枚の手札を得る。3回イベントカードを使い切る前に「1000」の数字のひつじカードを場に置くことができれば成功となる。左記の条件を満たせなかった場合や、場のひつじカードが0枚になった時は失敗となる。

## イベントカードの種類
産めよ
場にあるひつじカードを1枚選ぶ。そのカードと同じ数字のカードをひつじ山から1枚取り、場に置く。
増やせよ
「3」のひつじカードをひつじ山から1枚取り、場に置く。
地に満ちよ
「1」のひつじカードをひつじ山から好きなだけ取り、場に置く。
統率
場にあるひつじカードを好きなだけひつじ山に戻す。その数字の合計以内の数字のひつじカードをひつじ山から1枚取り、場に置く。
繁栄
ひつじカードを1枚選ぶ。その数字の1ランク下のひつじカードをひつじ山から3枚取り、場に置く。
黄金の蹄
場にある数字が最大ではないひつじカードを好きなだけ選ぶ。選んだカードの数字の1ランク上のひつじカードをひつじ山から取り、置きかえる。
落石
場にあるひつじカードを1枚選び、ひつじ山に戻す。
嵐
場にあるひつじカードを2枚選び、ひつじ山に戻す。
メテオ
場にあるひつじカードを3枚選び、ひつじ山に戻す。このカードの効果を処理した後、このカードをゲームから取り除く。
落雷
場にある数字が最大のひつじカードを1枚選び、ひつじ山に戻す。
シェフィオン
場にあるひつじカードを7枚選び、ひつじ山に戻す。つまり、使用するとゲームオーバーになる手札。
狼
場にある数字が最大のひつじカードを1枚選ぶ。その数字の1ランク下のひつじカードをひつじ山から1枚取り、置きかえる。選んだひつじカードが「1」だった場合は、そのままひつじ山に戻す。
疫病
場にあるひつじカードを1枚選び、同じ数字のカードを全てひつじ山に戻す。
過密
場のひつじカードが2枚以下になるまでひつじカードをひつじ山に戻す。
暴落
場のひつじカードの枚数の半分をひつじ山に戻す。端数は切り下げ（3枚場に置かれていた場合は、1枚ひつじ山に戻せば良い）。
牧羊犬
手札から1枚を選び、捨て札とする。
対策ひつじ
手札から1枚を選び、ゲームから取り除く。
万能ひつじ
手札から1枚を選び、そのカードと同じ効果を処理する。
霊感
山札を見て1枚を選び、手札に加える。その後、山札をシャッフルする。

## メディア展開

### 漫画
2015年5月18日、冒険企画局から『楽園のシェフィ』としてすざ木しんぺい作の描き下ろし漫画として出版された。ISBN 978-4-904413-09-8。
1匹のひつじであるヨーコの視点から、イベントカードに記された出来事などを経て成長していく過程を描く。ひつじは本来の動物の姿で描かれる場面と、擬人化して描かれる場面の双方が存在する。

### コンピュータゲーム
『シェフィ-Shephy-』のタイトルで、アークシステムワークスより2016年7月11日にAppStore・Google Playにて配信された。また、同年11月9日にニンテンドー3DS用ソフトとして配信され、2017年7月6日にNintendo Switch用として配信された。更に同年8月4日にSteamでも配信されている。
従来のルールで遊べる「ベーシックモード」の他、「1000」のひつじカードを置いても3回イベントカードを使い切るまでゲームを続行する「チャレンジモード」や、ストーリーに沿って特殊なルールや達成条件でゲームを行う「シェフィ ポストラヴズ」が収録されている。